# Associazione Calcio Entella 1946-1947
Questa voce raccoglie le informazioni riguardanti l'Associazione Calcio Entella nelle competizioni ufficiali della stagione 1946-1947.

## Stagione
Nella stagione 1946-1947 l'Entella disputò il campionato di Serie C, raggiungendo il 2º posto nel Girone A della Lega Interregionale Nord.

## Divise
| 1ª divisa | 2ª divisa |

## Rosa
| N. |                   | Ruolo | Calciatore          |
| -- | ----------------- | ----- | ------------------- |
|    | Italia (bandiera) |       | Baldinotti          |
|    | Italia (bandiera) |       | Gino Becattini      |
|    | Italia (bandiera) |       | Bicchielli          |
|    | Italia (bandiera) |       | Bozzano             |
|    | Italia (bandiera) |       | Gino Callegari      |
|    | Italia (bandiera) |       | D. Campanelli       |
|    | Italia (bandiera) |       | Nanni Carlini       |
|    | Italia (bandiera) |       | Giovanni Castagnola |
|    | Italia (bandiera) |       | Costa               |
|    | Italia (bandiera) |       | Crumminelli         |
|    | Italia (bandiera) |       | Fedrighi            |

| N. |                   | Ruolo | Calciatore        |
| -- | ----------------- | ----- | ----------------- |
|    | Italia (bandiera) |       | Finocchietto      |
|    | Italia (bandiera) |       | Michele Giachino  |
|    | Italia (bandiera) |       | G. Guasti         |
|    | Italia (bandiera) |       | Cesare Lampugnani |
|    | Italia (bandiera) |       | Emilio Merello    |
|    | Italia (bandiera) |       | Santo Parodi      |
|    | Italia (bandiera) |       | Carlo Pescio      |
|    | Italia (bandiera) |       | Picilli           |
|    | Italia (bandiera) |       | Aldo Popoli       |
|    | Italia (bandiera) |       | Luigi Pusineri    |
|    | Italia (bandiera) |       | Ugo Raso          |